# RazAmaNaz
Razamanaz — третий студийный альбом шотландской хард-рок-группы Nazareth, вышедший в 1973 году. Первый альбом, спродюсированный Роджером Гловером из Deep Purple, с которыми группа в то время гастролировала.

## Об альбоме
Само название «Razamanaz» происходит от разговорного выражения «razzmatazz», термина, который часто используется для описания состояния хаоса, неистовства или безумия. В данном случае группа Nazareth наполнила название духом рок-н-ролла, уловив суть своего энергичного и динамичного звучания.
Для продюсирования альбома Nazareth подумывали обратиться к Питу Таунсенду из The Who или Джимми Пейджу из Led Zeppelin. Их дилемма разрешилась, когда Роджер Гловер предложил свои услуги. Пит Эгню вспоминал: «Роджер сказал: „Я бы очень хотел это сделать. Из этого материала мог бы получиться действительно отличный альбом“. И это имело смысл, потому что в то время мы были более попсовой версией Deep Purple. Мы были такими же, как они, только с припевами. [...] Мы на самом деле украли рифф к песне „Razamanaz“ из „Speed King“ [группы Deep Purple]».
Дэн Маккаферти: «Это был тот самый случай, когда мы поняли, кем хотим быть. Вот что нам действительно нравится. Нам нравится рок-н-ролл! В душе мы чувствовали, что грядёт победа, и вот она. А с ней и направление. Вся суть в любви».

## Список композиций
Авторы песен Эгню, Чарлтон, Маккаферти, Свит, кроме отмеченных
1. «Razamanaz» — 3:52
2. «Alcatraz» (Леон Расселл) — 4:23
3. «Vigilante Man» (Вуди Гатри) — 5:21
4. «Woke Up This Morning» — 3:53
5. «Night Woman» — 3:29
6. «Bad, Bad Boy» — 3:57
7. «Sold My Soul» — 4:49
8. «Too Bad, Too Sad» — 2:55
9. «Broken Down Angel» — 3:45
10. «Hard Living» — 3:03
11. «Spinning Top» — 3:06
12. «Razamanaz» (Alternate Version) — 3:26

Дорожки 10–12 — бонус-треки к версии, переизданной Eagle Records.

## Участники записи
- Дэн Маккаферти — вокал
- Мэни Чарлтон — гитара, банджо, бэк-вокал
- Даррелл Свит — ударные
- Пит Эгню — бас-гитара
- Роджер Гловер — продюсер, бас-гитара